# Michelle Lomnicki
Michelle Lynn Lomnicki (* 3. Mai 1987 in Aurora, Colorado als Michelle Lynn Wenino) ist eine ehemalige US-amerikanische Fußballspielerin.

## Karriere

### Verein
In der Saison 2009 lief Lomnicki einmal für die Chicago Red Stars in der WPS auf. Anfang 2010 wechselte sie für eine Halbserie zum Bundesligisten SC Freiburg, danach kehrte sie in die USA zurück und schloss sich den Pali Blues in der W-League an. In der Saison 2011 wechselte Lomnicki zurück in die WPS und spielte in drei Partien für den Sky Blue FC, wo ihr ein Treffer gelang. Nach der Auflösung der WPS Anfang 2012 wechselte sie erneut zu den Chicago Red Stars, die nun in der WPSL Elite antraten.
Anfang 2013 wurde Lomnicki beim sogenannten Supplemental-Draft zur NWSL in der dritten Runde an Position 20 von der neugegründeten NWSL-Franchise Chicagos verpflichtet. Ihr Ligadebüt gab sie am 14. April 2013 gegen den Seattle Reign FC, ihren ersten Treffer in der NWSL erzielte sie am 29. Juni, ebenfalls gegen Seattle. Nach der Saison 2015 beendete Lomnicki ihre Karriere.